# Arena 2000
Die Arena 2000 (russisch Арена 2000) ist eine Eissporthalle in der russischen Stadt Jaroslawl. Im Frühjahr des Jahres 1998 begannen die Arbeiten an der Halle, eröffnet wurde die Arena im Jahre 2001. Die Halle bietet bei Eishockeyspielen Platz für 9.070 Zuschauer.
Die Halle wird von der heimischen Eishockeymannschaft von Lokomotive Jaroslawl aus der Kontinentale Hockey-Liga (KHL) benutzt, die dort ihre Heimspiele bestreitet.